# Souhalia Alamou
 Souhalia Alamou (31 december 1979) is een Benins voormalig atleet, die was gespecialiseerd in de 100 m. Eenmaal nam hij deel aan de Olympische Spelen, maar bleef medailleloos. 

## Biografie
In 2004 kwalificeerde Alamou zich voor de Olympische Spelen. Hij werd uitgeschakeld in de reeksen van de 100 m. 
Alamou kon zich ook meerdere malen kwalificeren voor andere internationale toernooien, zoals de wereldkampioenschappen. Hij geraakte nooit in de finale.

## Titels
- Benins kampioen 100 m – 2001, 2004
- Benins kampioen 200 m - 2004

## Persoonlijke records
Outdoor
| Onderdeel | Prestatie    | Datum       | Plaats  |
| --------- | ------------ | ----------- | ------- |
| 100 m     | 10,31 s (NR) | 5 juni 2004 | Lugano  |
| 200 m     | 20,95 s (NR) | 16 mei 2004 | Cotonou |

Indoor
| Onderdeel | Prestatie | Datum        | Plaats    |
| --------- | --------- | ------------ | --------- |
| 60 m      | 6,92 s    | 5 maart 2004 | Boedapest |